# Francisco Ramírez Montesinos
Francisco Ramírez Montesinos (Madrid, 1889-Madrid, 1935) fue un diplomático y dibujante español.

## Biografía

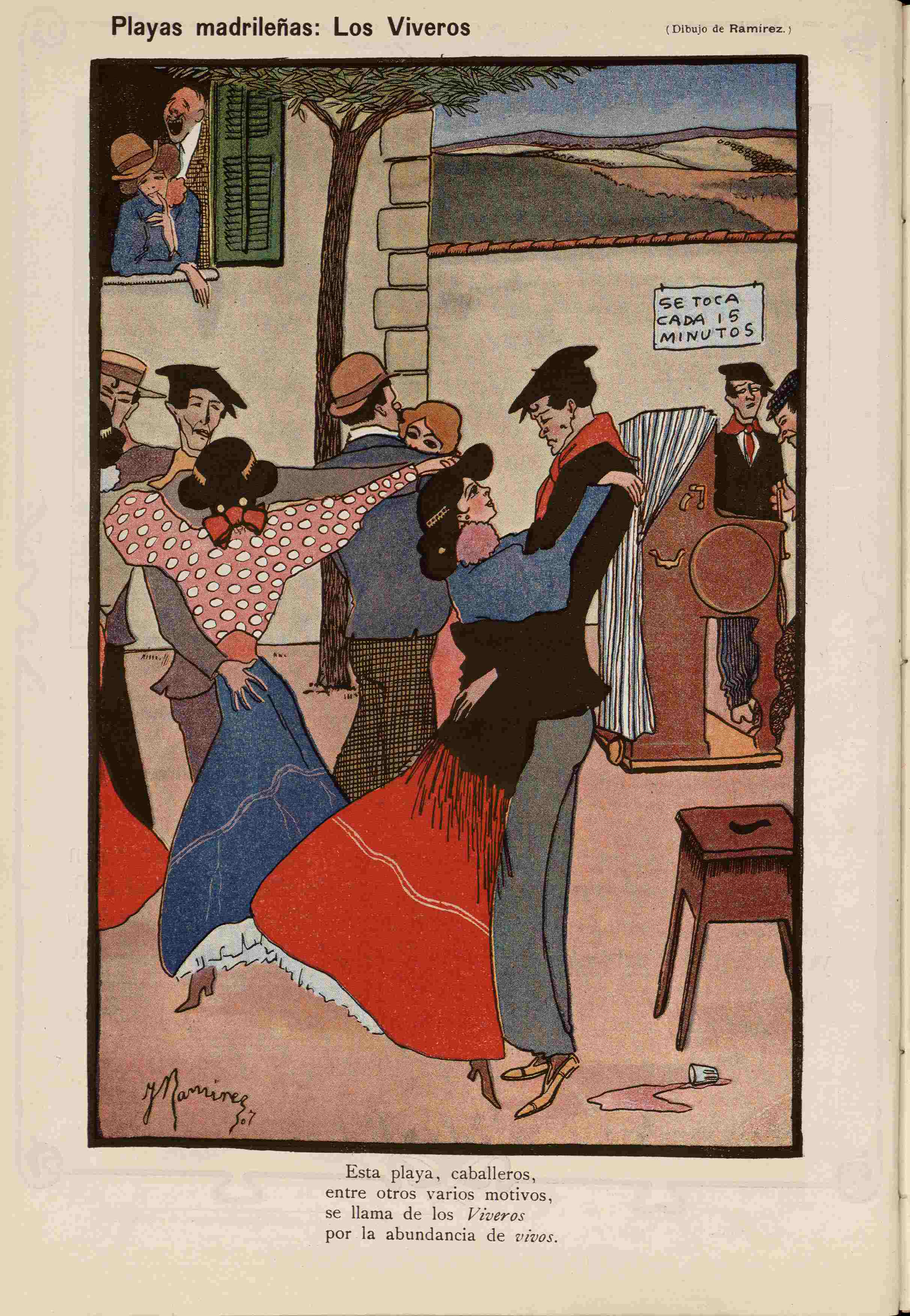
Los Viveros (¡Alegría!, 1907)

Nació en 1889, el día 13 de abril, en Madrid. Ramírez, que cultivó el dibujo y la ilustración, colaborando en publicaciones periódicas de la época como las revistas ¡Alegría!, Buen Humor y Blanco y Negro, terminó desempeñándose en labores diplomáticas, en especial durante la dictadura de Primo de Rivera.
En el Ministerio de Estado desempeñó los cargos de jefe de la Secretaría técnica, jefe del Gabinete Diplomático y director de Intervención civil y Asuntos generales de la Alta Comisaría de España en Marruecos. Fue ministro consejero de la Embajada de España en Argentina y ministro plenipotenciario consejero en la Embajada de España en Portugal.
Falleció en Madrid el 1 de diciembre de 1935 y habría sido enterrado en el cementerio de San Justo.